# Talunblandong
Talunblandong is een bestuurslaag in het regentschap Mojokerto van de provincie Oost-Java, Indonesië. Talunblandong telt 2001 inwoners (volkstelling 2010).